# Capo Bernacchi
Capo Bernacchi (in inglese Cape Bernacchi) è un promontorio roccioso della terra della regina Victoria, Dipendenza di Ross, in Antartide.
Localizzato ad una latitudine di 77° 29′ S ed una longitudine di 163° 51′ E, si estende tra la baia Bernacchi e New Harbor.
Scoperto durante la spedizione Discovery del 1901-04 di Robert Falcon Scott, è stato intitolato a Louis Bernacchi, uno dei fisici della spedizione.